# دوره دوم مجلس شورای اسلامی
انتخابات دومین دوره مجلس شورا، پس از انقلاب بهمن ۱۳۵۷، در روز یکشنبه ۲۶ فروردین ۱۳۶۳ برگزار گردید و در تاریخ ۷ خرداد ۱۳۶۳ اولین جلسه مجلس دوم برگزار گردید.

## ریاست مجلس
در روز افتتاحیه بر اساس آیین‌نامه سعید امانی، نماینده تهران به عنوان مسن‌ترین نماینده و میرزا احمد امیرزاده ایرانی نماینده اردبیل به عنوان جوان‌ترین نماینده ریاست مجلس را در ابتدا بر عهده داشتند.
رئیس مجلس دوم، اکبر هاشمی رفسنجانی و نائب رئیسان محمد یزدی، محمدمهدی ربانی املشی بود که پس از فوت ربانی برای بقیه مدت مهدی کروبی مسئولیت نایب رئیسی دوم مجلس را بر عهد داشت.

## منتخبان دور اول و دوم
در مرحله اول ۱۲۱ نفرآرای لازم برای ورود به مجلس را کسب کردند و در مرحله دوم نیز ۱۳۰ نفر وارد مجلس شدند. مابقی کرسی‌های خالی را در انتخابات میان‌دوره‌ای انتخاب شدند.

## مشارکت
در مرحله اول انتخابات واجدین شرایط در این انتخابات ۲۴۱۴۳۴۹۸ نفر بودند که ۱۵۴۸۲۵۲۳ رای در صندوق‌ها ریخته شد. و در مرحله دوم نیز که در ۲۷ اردیبهشت ۱۳۶۳ برگزار گردید. ۶ میلیون و ۵۶ هزار و ۷۰۶ نفر شرکت کردند که ۱۳۰ نفر از نمایندگان در این مرحله انتخاب شدند. برای تکمیل سایر حوزه و و نیز انتخابات‌های میان دوره به دلیل فوت یا ورود افراد به کابینه انتخابات میان دوره‌ای در تاریخ‌های ۱۸/۵/۱۳۶۳، ۲۳/۶/۱۳۶۳، ۴/۸/۱۳۶۳، ۱۰/۵/۱۳۶۵ و ۱۶/۸/۱۳۶۵ برگزار شد.

## احزاب و جناح بندی ها
با حذف گروه های ملی و چپ و همچنین اعضای نهضت آزادی از سپهر سیاسی. در این دوره رقابتی کاملا درون گروهی و بین احزاب داخل ساختار جمهوری اسلامی شکل گرفت. عمده رقابت بین جناح چپ حزب جمهوری اسلامی و دانشجویان پیرو خط امام و تحکیم وحدت  با جناح حزب جمهوری و روحانیت مبارز بود. این امر در نهایت منجر با انشعاب در جامعه روحانیت مبارز و تشکل مجمع روحانیون مبارز گردید.

## حوادث مجلس دوم
از جمله حوادث این مجلس می‌توان به مخالفت آذری قمی با نطر روح‌الله خمینی در خصوص نخست‌وزیری میرحسین موسوی، چاپ و نشر شب‌نامه توسط سیداحمد مصطفوی‌کاشانی، نماینده مردم نطنز در مجلس شورای اسلامی در خصوص مخالفت با سپاه و حمایت از ارتش و دستگیری وی در زمان نمایندگی مجلس به همراه سرهنگ کتیبه ریاست رکن ۲ ارتش و سرهنگ آگاه، اشاره کرد از سوی دیگر ماجرا عزل منتظری از قایم مقامی رهبری نیز موضوع مهمی بود که در این دوران کشور با تحت شعاع قرار داد. 
از دیگر حوادث مهم این مجلس به  افشای داستان مک فارلین و رابطه با آمریکا و پرسش هشت نماینده ۸ نماینده مجلس؛ سیداحمد حسینی، جلال‌الدین فارسی، سیدمحمد خامنه‌ای، نیک روش، موسویانی، حسنعلی نجفی‌رهنانی، مرتضی فهیم‌کرمانی و ابراهیم اسرافیلیان از علی اکبر ولایتی می توان نام برد که با مخالفت خمینی این امر متوقف شد نام برد.

## تشکیل مجمع تشخیص مصلحت نظام
در سال آذر ماه  ۱۳۶۶ در پی اختلاف های مکرر پیش آمده بین شورای نگهبان و مجلس و رد پی رفت و برگشت های مکرر قوانین بین این دو نهاد با دستور روح الله خمینی مجمع تشخیص مصلحت نظام تشکیل شد.

## ردصلاحیت یک نماینده
در انتخابات دوره دوم مجلس شورای اسلامی، ناطق نوری، وزیر کشور بود. در این انتخابات که ۱۵۸۶ نفر آمادگی خود را برای کاندیداتوری اعلام کردند، صلاحیت ۱۲۷۵ نفر از داوطلبان توسط هیئت‌های اجرایی و شورای نگهبان تأیید شد. رد صلاحیت یکی از نامزدهای این انتخابات از سوی شورای نگهبان، منجر به شورش می‌شود. به دنبال این شورش، وزیر کشور وقت دستور می‌دهد کسی که با نظر شورای نگهبان مخالفت کرده و در کشور نیز شورش به پا کرده است را زندانی کنید.
ناطق نوری در کتاب خاطراتش که توسط مرکز اسناد انقلاب اسلامی به چاپ رسیده، در این باره می‌گوید:
در انتخابات مجلس دوم شورای اسلامی، آقای «سید محمدعلی زابلی» از سیستان را شورای نگهبان ردصلاحیت کرده بود. ایشان روحانی بود و خیلی هم قیافهٔ علمایی داشت. برخی از سیستانی‌ها هم شورش کرده و دفتر امام جمعه را آتش زدند و سپس به طرف استاندارای حرکت کرده بودند که آنجا را تصرف کنند. آقای سید «احمد نصری» که استاندار آنجا بود، تلفن زد و گفت: «حاج آقا، دارند به طرف استانداری می‌آیند ما چه کار کنیم؟» گفتم: «کوتاه نیایید، برخورد کنید.» جمعه ظهر بود به آقای آخوندی که برای تشکیل شورای تأمین ویژه به ارومیه رفته بود، گفتم مستقیماً از همان‌جا به زاهدان برود. اتفاقاً در آن جمعه آقای شمخانی هم حضور داشتند، لذا این دو نفر به اتفاق، به زاهدان پرواز کردند و جمعه بعد از ظهر کنترل اوضاع را در اختیار گرفتند و آقای فلاحیان نیز روز بعد به آنها پیوست سپس آقای فلاحیان و آخوندی و شمخانی را با نیرو و امکانات و اختیارات به آنجا فرستادم. فردا آقای زابلی را قانع کردند که به استانداری برود. آقای آخوندی زنگ زد و گفت «آقای زابلی اینجاست، چه کار کنیم؟» گفتم: «به ایشان احترام بگذارید، اما عمامهٔ ایشان را بردارید و چشمهایش را ببندید و او را به زندان بیندازید.» آقای آخوندی گفت: «این کارهزینهٔ بالایی دارد.» گفتم: «همین که دستور می‌دهم عمل کنید.